# ماغي
ماغي (مسيسيبي) (بالإنجليزية: Magee, Mississippi)‏ هي مدينة تقع في الولايات المتحدة في Simpson County.  يقدر عدد سكانها بـ 4,200 نسمة ومساحتها 12.6 كم2  وترتفع عن سطح البحر 132 متر.

## التركيبة السكانية
حدّد مكتب تعداد الولايات المتحدة بيانات التركيبة السكانية لماغي في تعداد الولايات المتحدة. في ما يلي، التركيبة السكانية حسب تعدادي 2000 و2010.

### تعداد عام 2000
بلغ عدد سكان ماغي 4,200 نسمة بحسب تعداد عام 2000، وبلغ عدد الأسر 1,573 أسرة وعدد العائلات 985 عائلة مقيمة في المدينة. في حين سجلت الكثافة السكانية 308.4 نسمة لكل كيلومتر مربع (798.8/ميل2). وبلغ عدد الوحدات السكنية 1,725 وحدة بمتوسط كثافة قدره 126.7 لكل كيلومتر مربع (328.2/ميل2).
وتوزع التركيب العرقي للمدينة بنسبة 62.67% من البيض و33.88% من الأمريكيين الأفارقة و0.07% من الأمريكيين الأصليين و0.26% من الأمريكيين ذوي الأصول الآسيوية و2.31% من الأعراق الأخرى و0.81% من عرقين مختلطين أو أكثر و3.62% من الهسبانيون أو اللاتينيون من أي عرق.
بلغ عدد الأسر 1,573 أسرة كانت نسبة 34.2% منها لديها أطفال تحت سن الثامنة عشر تعيش معهم، وبلغت نسبة الأزواج القاطنين مع بعضهم البعض 39.6% من أصل المجموع الكلي للأسر، ونسبة 18.8% من الأسر كان لديها معيلات من الإناث دون وجود شريك،  بينما كانت نسبة 4.2% من الأسر لديها معيلون من الذكور دون وجود شريكة وكانت نسبة 37.4% من غير العائلات. تألفت نسبة 33.4% من أصل جميع الأسر من عدة أفراد يعيشون في نفس المنزل ونسبة 14.9% كانت تتألف من شخص يعيش بمفرده يبلغ من العمر 65 عاماً أو أكثر. وبلغ متوسط حجم الأسرة المعيشية 2.37، أما متوسط حجم العائلات فبلغ 3.02.
بلغ العمر الوسطي للسكان 34.2 عاماً. وكانت نسبة 23.5% من القاطنين تحت سن الثامنة عشر، وكانت نسبة 8.9% بين الثامنة عشر والرابعة والعشرين عاماً، ونسبة 24.8% كانت واقعةً في الفئة العمرية ما بين الخامسة والعشرين والرابعة والأربعين عاماً، ونسبة 18.5% كانت ما بين الخامسة والأربعين والرابعة والستين، ونسبة 13.1% كانت ضمن فئة الخامسة والستين عاماً فما فوق. يوجد لكل 100 أنثى 87.8 ذكر، ويوجد لكل 100 أنثى في الثامنة عشر من عمرها فما فوق 81.5 ذكر.
بلغ متوسط دخل الأسرة في المدينة 20,779 دولارًا، أما متوسط دخل العائلة فبلغ 24,176 دولارًا. وكان متوسط دخل الذكور 23,690 دولارًا مقابل 16,767 دولارًا للإناث. وسجل دخل الفرد الخاص بالمدينة 11,257 دولارًا. وكانت نسبة 24.6% من العائلات ونسبة 28.4% من السكان تحت خط الفقر، وكان من هؤلاء نسبة 43.7% تحت سن الثامنة عشر ونسبة 17% في الخامسة والستين من العمر وما فوق.

### تعداد عام 2010
بلغ عدد سكان ماغي 4,408 نسمة بحسب تعداد عام 2010، وبلغ عدد الأسر 1,595 أسرة وعدد العائلات 1,021 عائلة مقيمة في المدينة. في حين سجلت الكثافة السكانية 323.6 نسمة لكل كيلومتر مربع (838.1/ميل2). وبلغ عدد الوحدات السكنية 1,750 وحدة بمتوسط كثافة قدره 128.5 لكل كيلومتر مربع (332.8/ميل2).
وتوزع التركيب العرقي للمدينة بنسبة 47.30% من البيض و46.80% من الأمريكيين الأفارقة و0.45% من الأمريكيين الأصليين و1.20% من الأمريكيين ذوي الأصول الآسيوية و0.70% من سكان جزر المحيط الهادئ و2.88% من الأعراق الأخرى و0.66% من عرقين مختلطين أو أكثر و4.56% من الهسبانيون أو اللاتينيون من أي عرق.
بلغ عدد الأسر 1,595 أسرة كانت نسبة 39.9% منها لديها أطفال تحت سن الثامنة عشر تعيش معهم، وبلغت نسبة الأزواج القاطنين مع بعضهم البعض 34.4% من أصل المجموع الكلي للأسر، ونسبة 23.6% من الأسر كان لديها معيلات من الإناث دون وجود شريك،  بينما كانت نسبة 6% من الأسر لديها معيلون من الذكور دون وجود شريكة وكانت نسبة 36% من غير العائلات. تألفت نسبة 30.9% من أصل جميع الأسر من عدة أفراد يعيشون في نفس المنزل ونسبة 12.2% كانت تتألف من شخص يعيش بمفرده يبلغ من العمر 65 عاماً أو أكثر. وبلغ متوسط حجم الأسرة المعيشية 2.50، أما متوسط حجم العائلات فبلغ 3.14.
بلغ العمر الوسطي للسكان 31.6 عاماً. وكانت نسبة 30.7% من القاطنين تحت سن الثامنة عشر، وكانت نسبة 10.3% بين الثامنة عشر والرابعة والعشرين عاماً، ونسبة 25.4% كانت واقعةً في الفئة العمرية ما بين الخامسة والعشرين والرابعة والأربعين عاماً، ونسبة 20.4% كانت ما بين الخامسة والأربعين والرابعة والستين، ونسبة 13.2% كانت ضمن فئة الخامسة والستين عاماً فما فوق. وتوزع التركيب الجنسي للسكان بنسبة 47% ذكور و53% إناث.

## أعلام
- دان مونرو راسيل جونيور
- رولاند دالي
- هارولد شو
- جاستن غريفيث